# ویدووو (صربستان)
ویدووو (به صربی: Vidovo) یک منطقهٔ مسکونی در صربستان است که در نووی پازار واقع شده‌است.